# Rebecca Roanhorse

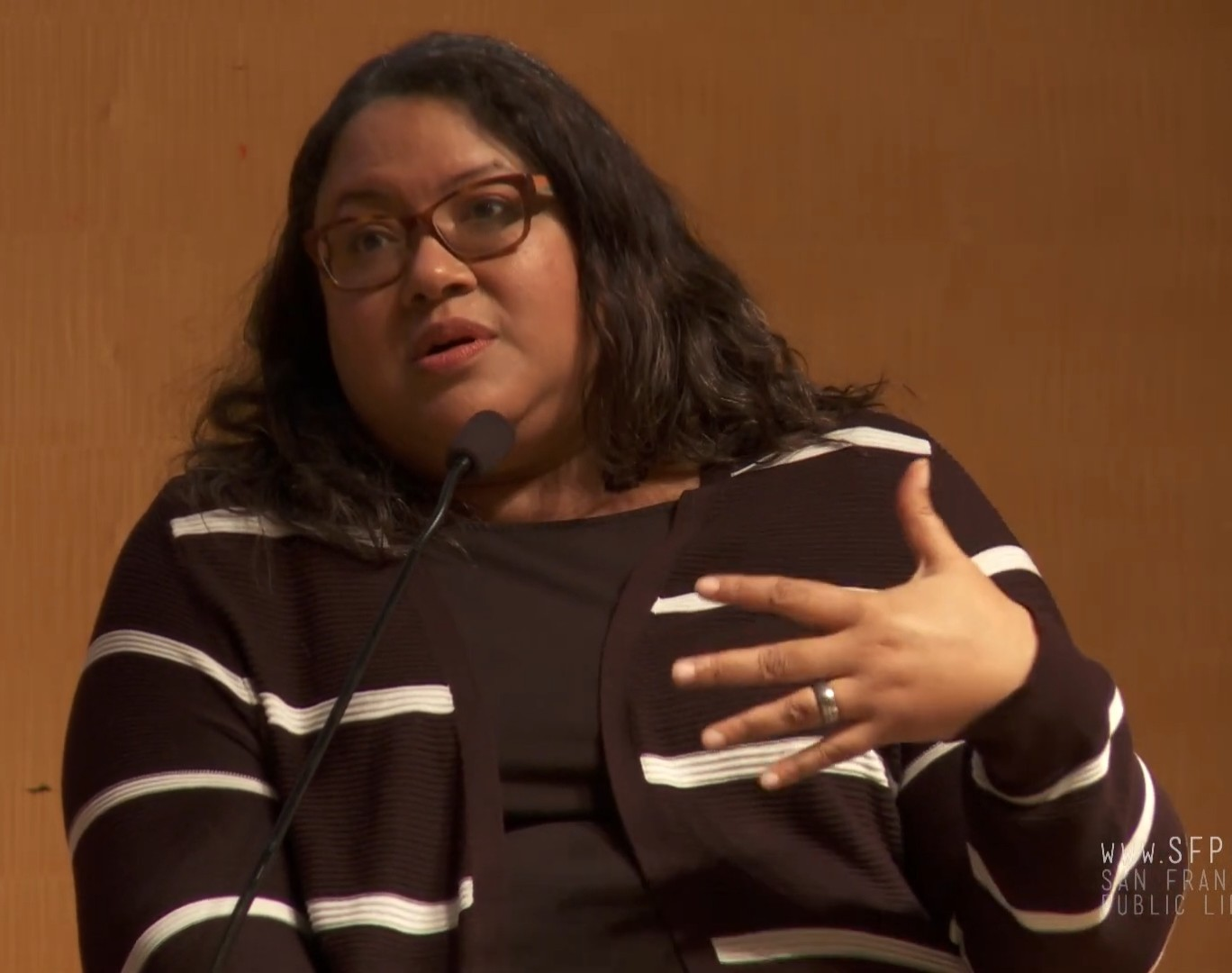
Rebecca Roanhorse, 2019

Rebecca Roanhorse (geboren 1971 in Conway, Arkansas) ist eine amerikanische Schriftstellerin. Bekannt ist sie als Autorin von Science-Fiction und Fantasy. Ihre Kurzgeschichte Welcome to Your Authentic Indian Experience™ wurde 2018 mit dem Hugo und dem Nebula Award ausgezeichnet.

## Leben
Roanhorses Vorfahren sind sowohl Ohkay Owingeh, ein Zweig der Pueblo-Kultur, als auch Afroamerikaner. Sie wuchs in Fort Worth, Texas, auf, studierte Religionswissenschaft an der Yale University, machte den Master in Theologie am Union Theological Seminary in New York und promovierte in Rechtswissenschaft an der University of New Mexico School of Law, wo sie sich auf die Bundesgesetzgebung für Indianer spezialisierte.
Sie war 2015 Teilnehmerin des Autorenworkshops der Voices of Our Nation Arts Foundation und veröffentlichte 2017 ihre erste Erzählung Welcome to Your Authentic Indian Experience™ im Apex Magazine. Neben den Auszeichnungen als beste Kurzgeschichte bei den Hugo und Nebula Awards war die Erzählung für den Theodore Sturgeon Memorial Award nominiert und Finalist beim World Fantasy Award.
Ihr 2018 erschienener Romanerstling Trail of Lightning ist zugleich der erste Band der Romantetralogie The Sixth World, deren zweiter Band Storm of Locusts 2019 erschien. Eine deutsche Übersetzung des ersten Bandes wurde unter dem Titel Das erwachte Land – Jägerin des Sturms veröffentlicht. The Sixth World handelt in einer durch die Klimakatastrophe und steigende Meeresspiegel veränderten, dystopischen Welt, in der aber die Welt der Indianer einen neuen Anfang erlebt und in Dinétah, dem ehemaligen Navajo-Reservat, die Götter und Ungeheuer der indianischen Mythen zu realem Leben erwachen. Vor allem die mythischen Monster verursachen Probleme und die Aufgabe der Protagonistin Maggie Hoskie ist es, diese aus dem Weg zu räumen.
Ihr Roman Race to the Sun, der 2020 bei Rick Riordan Presents erschien, handelt von zwei Geschwistern aus New Mexico, die mit Unterstützung von Gestalten aus der Mythologie der Navajo Abenteuer bestehen. Er schaffte es im Februar 2020 auf Platz 5 der New-York-Times-Bestsellerliste für Kinder- und Jugendliteratur.
Roanhorse lebt mit ihrem Mann und einer Tochter in Santa Fe, New Mexico.

## Auszeichnungen
- 2018 Hugo Award und Nebula Award für die Kurzgeschichte Welcome to Your Authentic Indian Experience™
- 2018 John W. Campbell Award for Best New Writer
- 2019 Locus Award für Trail of Lightning als Bester Erstlingsroman

## Bibliografie
Das erwachte Land (The Sixth World) (Romanserie)
- Trail of Lightning. Saga Press, 2018, ISBN 978-1-5344-1349-8.
  - Jägerin des Sturms, Lübbe, Köln 2019, ISBN 978-3-404-20964-4, Übersetzerin Frauke Meier
- 2 Storm of Locusts (2019)

Rick Riordan Presents
- Race to the Sun (2020)

Kurzgeschichten
- Welcome to Your Authentic Indian Experience™ (2017)
- Harvest (2019)
- The Demon Drum (2021, erschienen in: Rick Riordan [Hrsg.]: The Cursed Carnival and Other Calamities. New Stories About Mythic Heroes, ISBN 978-1-3680-7083-6)